# Conrad Logan
Conrad Joseph Logan (ur. 18 kwietnia 1986 w Ramelton) – irlandzki piłkarz występujący na pozycji bramkarza w Mansfield Town.